# Głowaczewo (powiat wałecki)
Głowaczewo – osada (do 31.12.2012 przysiółek wsi Czechyń), położona w województwie zachodniopomorskim, w powiecie wałeckim, w gminie Wałcz, historycznie w Wielkopolsce.
Wieś królewska Klawiter starostwa wałeckiego, pod koniec XVI wieku leżała w powiecie wałeckim województwa poznańskiego.
We wsi znajduje się zabytkowy kościół Narodzenia NMP z XIX w.
W latach 1975–1998 miejscowość administracyjnie należała do województwa pilskiego.
Przez miejscowość przepływa rzeka Piława.
W pobliżu wsi znajdują się jeziora Krąpsko Łękawe, Krąpsko-Radlino i inne.